# 王隱
王隱（280年代—350年代），字處叔，陳郡陳縣人，曆陽縣令王銓子。是晉元帝年間人，太兴初年，與郭璞同為著作郎，留心晋朝史事，撰有《晉書》，不過反被會稽豪族虞預抄走。
平王敦之亂有功，賜爵平陵鄉侯。咸康六年（340年），其《晉書》才撰寫完成。後病死家中，享年七十餘歲。

## 家庭
- 兄長王瑚，字處仲，官至游擊將軍

## 評價
- 《晉書》
  - 「古之王者咸建史臣，昭法立訓，莫近於此。若夫原始要終，紀情括性，其言微而顯，其義皎而明，然後可以茵藹緹油，作程遐世者也。丘明即沒，班馬迭興，奮鴻筆於西京，騁直詞於東觀。自斯已降，分明競爽，可以繼明先典者，陳壽得之乎！江漢英靈，信有之矣。允源將率之子，篤志典墳；紹統戚籓之胤，研機載籍。咸能綜緝文，垂諸不朽，豈必克傳門業，方擅箕裘者哉！處叔區區，勵精著述，混淆蕪舛，良不足觀。叔甯寡聞，穿窬王氏，雖勒成一家，未足多尚。令升、安國有良史之才，而所著之書惜非正典。悠悠晉室，斯文將墜。鄧粲、謝沈祖述前史，葺宇重軒之下，施床連榻之上，奇詞異義，罕見稱焉。習氏、徐公俱云筆削，彰善癉惡，以為懲勸。夫蹈忠履正，貞士之心；背義圖榮，君子不敢。而彥威跡淪寇壤，逡巡于偽國；野民運遭革命，流漣於舊朝。行不違言，廣得之矣。」
  - 贊「陳壽含章，岩岩孤峙。彪溥勵節，摛辭綜理。王恧雅才，虞慚惇史。幹孫撫翰，前良可擬。鄧謝懷鉛，異聞無紀。習亦研思，徐非絢美，咸被簡冊，共傳遙祀。」

## 延伸阅读
[在维基数据编辑]
 《晉書·卷082》，出自房玄齡《晉書》